# العلاقات الهندية الفيتنامية

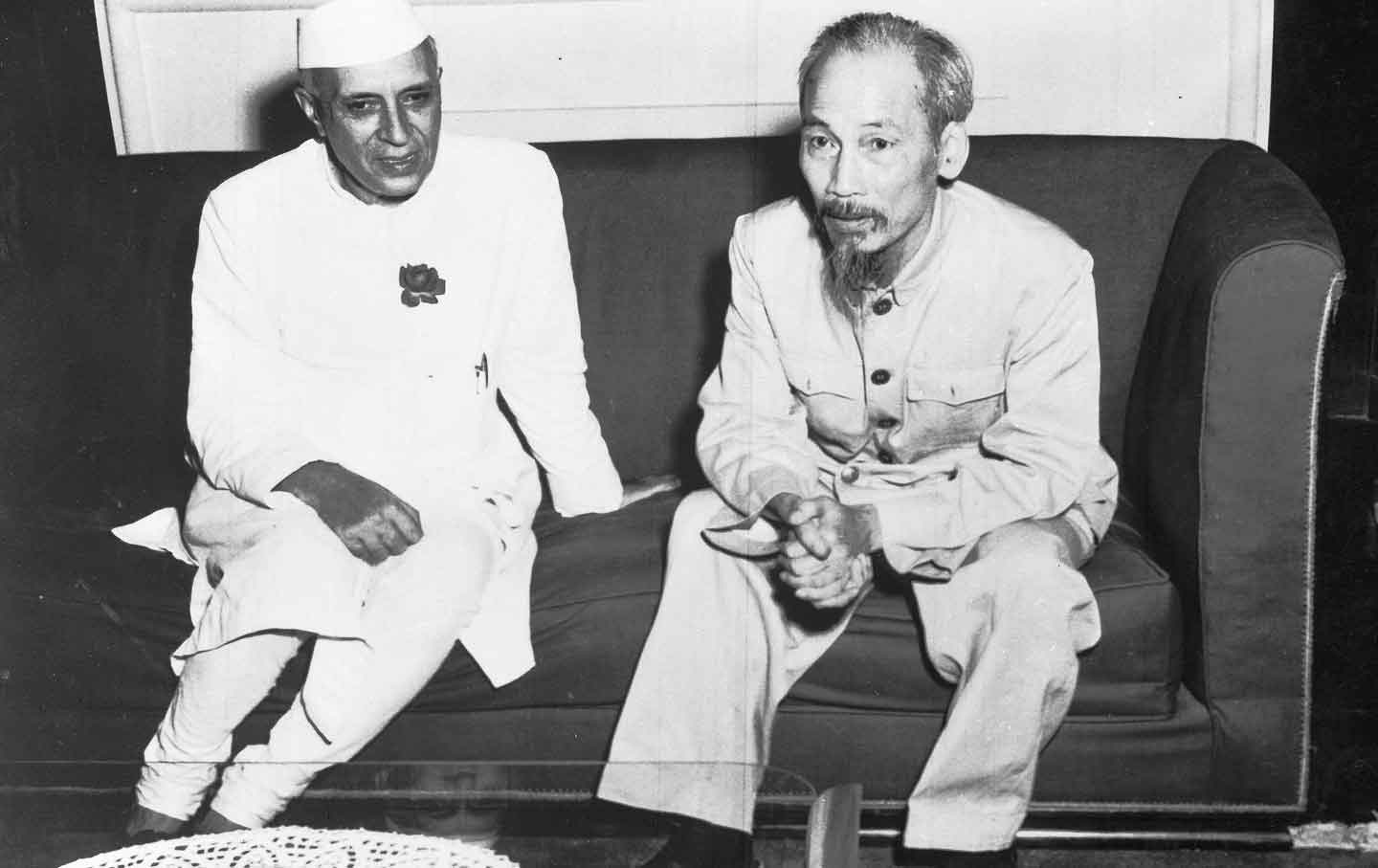
رئيس الوزراء جواهر لال نهرو (إلى يسار) مع الرئيس هوشي منه (إلى يمين) في هانوي؛ 1954.

علاقات الهند-فيتنام (بالهندية: भारत-वियतनाम संबंध؛ بالفيتنامية: 關係越南-印度)، تعرف أيضًا بالعلاقات الهندية-الفيتنامية أو العلاقات الهندو-فيتنامية، وتشير إلى العلاقات الثنائية بين الهند وفيتنام.
تعود الروابط الثقافية والاقتصادية بين الهند وفيتنام إلى القرن الثاني. أثرت المملكة الهندية تشامبا بعض التأثير على الموسيقى الفيتنامية. في الحقبة المعاصرة، حكمت عدة مجالات ذات مصالح سياسية مشتركة العلاقات بين الهند وفيتنام. أدانت الهند بشدة العمل الأمريكي في أثناء حرب فيتنام وكانت أيضًا إحدى الدول غير الشيوعية القليلة التي ساعدت فيتنام في خلال الحرب الكمبودية الفيتنامية.
أقامت الهند وفيتنام علاقات اقتصادية واسعة النطاق في عام 1992، شملت التنقيب عن النفط والزراعة والتصنيع. استفادت العلاقات بين البلدين، وخاصة العلاقات الدفاعية، كثيرًا من سياسة التطلع إلى الشرق الهندية. يشمل التعاون العسكري الثنائي بيع المعدات العسكرية، وتبادل المعلومات الاستخباراتية، والمناورات البحرية المشتركة والتدريب على مكافحة التمرد وحرب الأدغال. تنشر الهند سفنها الحربية بانتظام للقيام بزيارات ودية إلى البحار الفيتنامية.
طورت العلاقات الثنائية إلى «شراكة إستراتيجية» في أثناء زيارة رئيس الوزراء الفيتنامي نغوين تان دونغ إلى الهند في يوليو 2007، وطورت إلى «شراكة إستراتيجية شاملة» في أثناء زيارة رئيس الوزراء الهندي ناريندرا مودي لفيتنام في سبتمبر 2016.

## العلاقات الاقتصادية

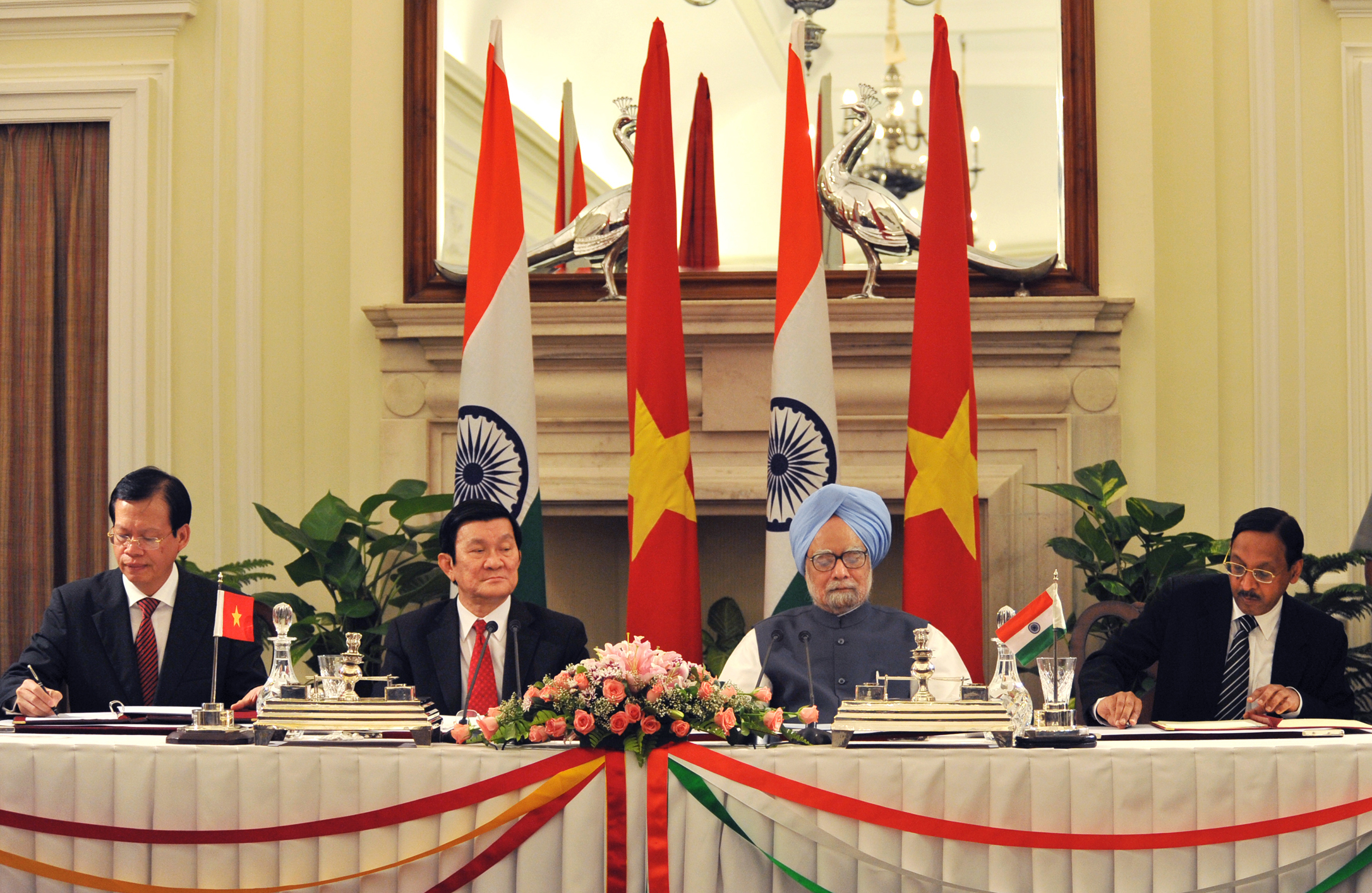
حفل التوقيع الثنائي عام 2011

منحت الهند وضع «الدولة الأولى بالرعاية» لفيتنام في عام 1975 ووقعت الدولتان اتفاقية التجارة الثنائية في عام 1978 واتفاقية تعزيز وحماية الاستثمار الثنائي (بي آي بّي بّي إيه) في 8 مارس 1997. عمل مجلس الأعمال الهندي الفيتنامي المشترك على تعزيز التجارة والاستثمار منذ عام 1993. وفي عام 2003، أصدرت الدولتان إعلانًا مشتركًا حول التعاون الشامل عند زيارة الأمين العام للحزب الشيوعي الفيتنامي نونغ دوك منه الهند وتفاوض البلدان على اتفاقية تجارة حرة. في عام 2007، صدر إعلان مشترك جديد في أثناء الزيارة الرسمية لرئيس وزراء فيتنام نغوين تون دونغ. دخلت اتفاقية التجارة الحرة بين رابطة دول جنوب شرق آسيا (أسيان) والهند حيز التنفيذ في 1 يناير 2010.
ووسعت الهند وفيتنام التعاون في مجال تكنولوجيا المعلومات والتعليم والتعاون بين برامج الفضاء الوطنية الخاصة بكل منهما. وأنشئت روابط جوية مباشرة وأنظمة تأشيرات مبسطة لتعزيز السياحة.

### التجارة
تعد الهند عاشر أكبر شريك تجاري لفيتنام، في حين تعد فيتنام الشريك التجاري الخامس عشر للهند ورابع أكبر شريك تجاري في أسيان بعد سنغافورة وإندونيسيا وماليزيا. بلغت قيمة التجارة الثنائية بين الهند وفيتنام 11.12 مليار دولار في 2020-2021، متراجعة بنسبة 22.47% عن الميزانية السابقة بسبب الاضطرابات الناجمة عن جائحة كوفيد-2019 إلى حد كبير. صدرت الهند سلعًا بقيمة 4.99 مليار دولار إلى فيتنام، واستوردت سلعًا بقيمة 6.12 مليار دولار من فيتنام. انخفض العجز التجاري للهند مع فيتنام من 2.22 مليار دولار في 2019-2020 إلى 1.12 مليار دولار في 2020-2021. 
ازدادت التجارة الثنائية بسرعة منذ تحرير اقتصادات كل من فيتنام والهند. بلغ إجمالي التجارة بين البلدين 200 مليون دولار أمريكي في عام 2000، ونمت بسرعة في خلال العقدين التاليين لتصل إلى ذروة بلغت 12.3 مليار دولار أمريكي في 2019-2020. أصبحت الهند ثالث عشر أكبر مصدر لفيتنام بحلول أوائل العقد الأول من القرن الحادي والعشرين، إذ نمت الصادرات باطراد من 11.5 مليون دولار في 1985-1986 حتى 395.68 مليون دولار في يناير-نوفمبر 2003. وبلغت صادرات فيتنام إلى الهند نحو 53 مليون دولار في عام 2002. توسع حجم التجارة الثنائية بين عامي 2001 و2006 بنسبة 20-30% سنويًا ليصل إلى مليار دولار أمريكي بحلول عام 2006. دخلت اتفاقية التجارة الحرة بين أسيان والهند حيز التنفيذ في عام 2010، وازداد حجم التجارة الثنائية إلى 3.917 مليار دولار أمريكي بحلول نوفمبر 2012، مع تصدير فيتنام 1.7 مليار دولار للهند في عام 2012، بزيادة قدرها 56.5% عن عام 2011.

### الاستثمار
وفقًا لوكالة الاستثمار الأجنبي الفيتنامية، كان لدى الهند 299 مشروعًا نشطًا في فيتنام برأس مال إجمالي استثماري قدره 909.5 مليون دولار أمريكي، ما جعل الهند في المرتبة 26 على قائمة أكبر مستثمر أجنبي مباشر في فيتنام اعتبارًا من أبريل 2021. وعند إدراج الاستثمارات التي يقوم بها المواطنون الهنود والشركات الموجودة خارج الهند وتوجيهها عبر بلدان ثالثة، قدر إجمالي استثمارات الهند بـ1.9 مليار دولار في فيتنام اعتبارًا من يونيو 2021. كان لدى الصناعات الرئيسية في الهند استثمارات في الطاقة، واستكشاف المعادن، والمعالجة الزراعية، والسكر، والشاي، وتصنيع القهوة، والكيماويات الزراعية، وتكنولوجيا المعلومات ومكونات السيارات. وكان لدى فيتنام 6 مشاريع نشطة في الهند بإجمالي استثمارات قدرت بـ28,55 مليون دولار اعتبارًا من عام 2020. وكانت استثمارات فيتنام في الهند بشكل أساسي في المستحضرات الصيدلانية وتكنولوجيا المعلومات والمواد الكيميائية ومواد البناء.
حصلت شركة بهارات هيفي اليكتريكالز ليمتد على عقد بقيمة 50 مليون دولار لبناء مشروع نام شين للطاقة المائية في منطقة ميونغ لا في مقاطعة سون لا في عام 2008. كلفت شركة بهارات هيفي اليكتريكالز ليمتد المحدودة المشروع في 30 يناير 2013. في نوفمبر 2013، حصلت شركة تاتا بورعلى عقد بقيمة 1.8 مليار دولار لبناء مشروع محطة لونغ فو 2 الحرارية فوق الحرجة العاملة بالفحم بقدرة 1200 ميجاوات في مقاطعة سوك تشانغ. في نوفمبر 2017، حصلت الشركة على عقد بقيمة 54 مليون دولار لبناء محطة بقدرة 49 ميجاوات في بلدة لوك تان، منطقة لوك نينه. تستكشف أداني غرين إينرجي وسوزلون إينرجي أيضًا فرص الاستثمار في فيتنام.
في يوليو 2021، نظمت السفارة الفيتنامية جلسة لترويج التجارة والاستثمار في حيدر آباد لصناعة الأدوية الهندية بهدف بناء مجمع صيدلاني بقيمة 500 مليون دولار في فيتنام.

### التنقيب عن النفط
بدأت أو إن جي سي فيديش، الشركة الدولية التابعة لمؤسسة النفط والغاز الطبيعي المملوكة للحكومة الهندية، العمل في فيتنام في عام 1988 بعد أن حصلت على ترخيص استكشاف للقطاع 6.1. يمتد القطاع 6.1 على مساحة 955 كيلومتر مربع في حوض نام كون سون لبحر الصين الجنوبي وفيه حقلين منتجين؛ لان تاي ولان روسنفت. تمتلك شركة أو إن جي سي فيديش نسبة 45% في القطاع 6.1، وبلغت حصتها من إنتاج الغاز المكثف والنفط المكافئ من القطاع 1.33 مليون طن في 2020-2021. وتملك شركة روسنفت الروسية حصة 35% في حين تمتلك بتروفييتنام النسبة المتبقية البالغة 20%. مُنحت أو إن جي سي فيديش تراخيص استكشاف للقطاع-127 والقطاع-128 في مايو 2006، والتي دخلت حيز التنفيذ في 16 يونيو 2006. تخلت أو إن جي سي عن حقوقها في القطاع-127 بعد بضع سنوات بسبب ضعف الاحتمالات ولكنها استمرت في التنقيب في القطاع-128. يعد القطاع 128 قطاع استكشافي للمياه العميقة ينتشر على مساحة 7,058 كيلومترًا مربعًا في حوض فو خان في بحر الصين الجنوبي. في مارس 2008، منحت شركة إيسار إكسبلورايشن أند برودكشن، موريشيوس، وهي شركة تابعة لشركة إيسار أويل، حصة 50% في القطاع 114 الممتد على مساحة 5,925 كيلومتر مربع في حوض سونغ هونغ. لم تثر الصين أي اعتراضات وقت منح القطاعات.

## مقارنة بين البلدين
هذه مقارنة عامة ومرجعية للدولتين:
| وجه المقارنة                                              | الهند                       | فيتنام           |
| --------------------------------------------------------- | --------------------------- | ---------------- |
| المساحة (كم2)                                             | 3.29 مليون                  | 331.69 ألف       |
| عدد السكان (نسمة)                                         | 1.35 مليار                  | 94.66 مليون      |
| الكثافة السكانية (ن./كم²)                                 | 410.33                      | 285.39           |
| العاصمة                                                   | نيودلهي                     | هانوي            |
| اللغة الرسمية                                             | اللغة الهندية، لغة إنجليزية | اللغة الفيتنامية |
| العملة                                                    | روبية هندية                 | دونغ فيتنامي     |
| الناتج المحلي الإجمالي (بليون دولار)                      | 2.60 تريليون                | 234.19 مليار     |
| الناتج المحلي الإجمالي (تعادل القوة الشرائية) بليون دولار | 8.00 تريليون                | 553.42 مليار     |
| الناتج المحلي الإجمالي الاسمي للفرد دولار أمريكي          | 1.60 ألف                    | 2.48 ألف         |
| الناتج المحلي الإجمالي للفرد دولار أمريكي                 | 5.70 ألف                    | 5.63 ألف         |
| مؤشر التنمية البشرية                                      | 0.609                       | 0.666            |
| رمز المكالمات الدولي                                      | +91                         | +84              |
| رمز الإنترنت                                              | .in، .भारत ‏، .بھارت ‏،        | .vn              |
| المنطقة الزمنية                                           | ت ع م+05:30، توقيت الهند    | ت ع م+07:00      |

## منظمات دولية مشتركة
يشترك البلدان في عضوية مجموعة من المنظمات الدولية، منها:
| علم المنظمة | اسم المنظمة                        | تاريخ انضمام الهند | تاريخ انضمام فيتنام |
| ----------- | ---------------------------------- | ------------------ | ------------------- |
|             | يونسكو                             | 4 نوفمبر 1946      | 6 يوليو 1951        |
|             | الفريق المعني برصد الأرض           | ?                  | ?                   |
|             | مؤسسة التمويل الدولية              | 20 يوليو 1956      | 4 أغسطس 1967        |
|             | بنك التنمية الآسيوي                | 1966               | 1966                |
|             | منظمة حظر الأسلحة الكيميائية       | ?                  | ?                   |
|             | مؤسسة التنمية الدولية              | 24 سبتمبر 1960     | 24 سبتمبر 1960      |
|             | منظمة التجارة العالمية             | 1995               | 11 يناير 2007       |
|             | وكالة ضمان الاستثمار متعدد الأطراف | 6 يناير 1994       | 5 أكتوبر 1994       |
|             | الاتحاد البريدي العالمي            | ?                  | ?                   |
|             | الاتحاد الدولي للاتصالات           | 1869               | 24 سبتمبر 1951      |
|             | منظمة الشرطة الجنائية الدولية      | ?                  | ?                   |
|             | الأمم المتحدة                      | 30 أكتوبر 1945     | 20 سبتمبر 1977      |
|             | البنك الدولي للإنشاء والتعمير      | 27 ديسمبر 1945     | 21 سبتمبر 1956      |
|             | المنظمة الهيدروغرافية الدولية      | ?                  | ?                   |
|             | منتدى آسيان الإقليمي ‏              | ?                  | ?                   |

## وصلات خارجية
- موقع وزارة الخارجية الهندية
- موقع وزارة الخارجية الفيتنامية